# 西海岸公園
西海岸公園（にしかいがんこうえん）は、新潟県新潟市中央区にある新潟市管理の公園である。日本海に面する砂丘上に形成された総面積53.9ヘクタールの公園で、延長5kmにわたるクロマツやニセアカシアの防風林帯を中心とする。1967年（昭和42年）に開催された「新潟大博覧会」の跡地に整備された。

## 概要
新潟市街の一部にもかかる新潟島北西海岸線沿いに位置し、市街地と海を隔てる防風林地帯である。新潟島の海岸沿いほぼ全域と考えて差し支えない。北東端は新潟市立新潟柳都中学校、南西端は関分記念公園と接し、中央区窪田町から同区汐見台に跨る。広々とした園内には遊歩道・サイクリングロードの他、プール、野球場、水族館、変電所、高齢者福祉施設などがあり、関屋浜海水浴場の駐車場・浜茶屋（海の家）、新潟青陵大学、新潟縣護國神社、新潟大学附属新潟小学校・中学校などが公園に入り込む形で隣接する。また、新潟中心部にも近い。
防風林という性格から人の姿がまばらな場所も多く、照明が無い場所が多い。一部の駐車場は夜間閉鎖される。夏季期間は海水浴客で非常に混雑するため、期間中、公園内道路の一部では臨時の一方通行規制が行われる。
2011年3月11日に起きた東日本大震災の影響で、西海岸公園市営プールは、一時営業を中止した。

### 主な施設

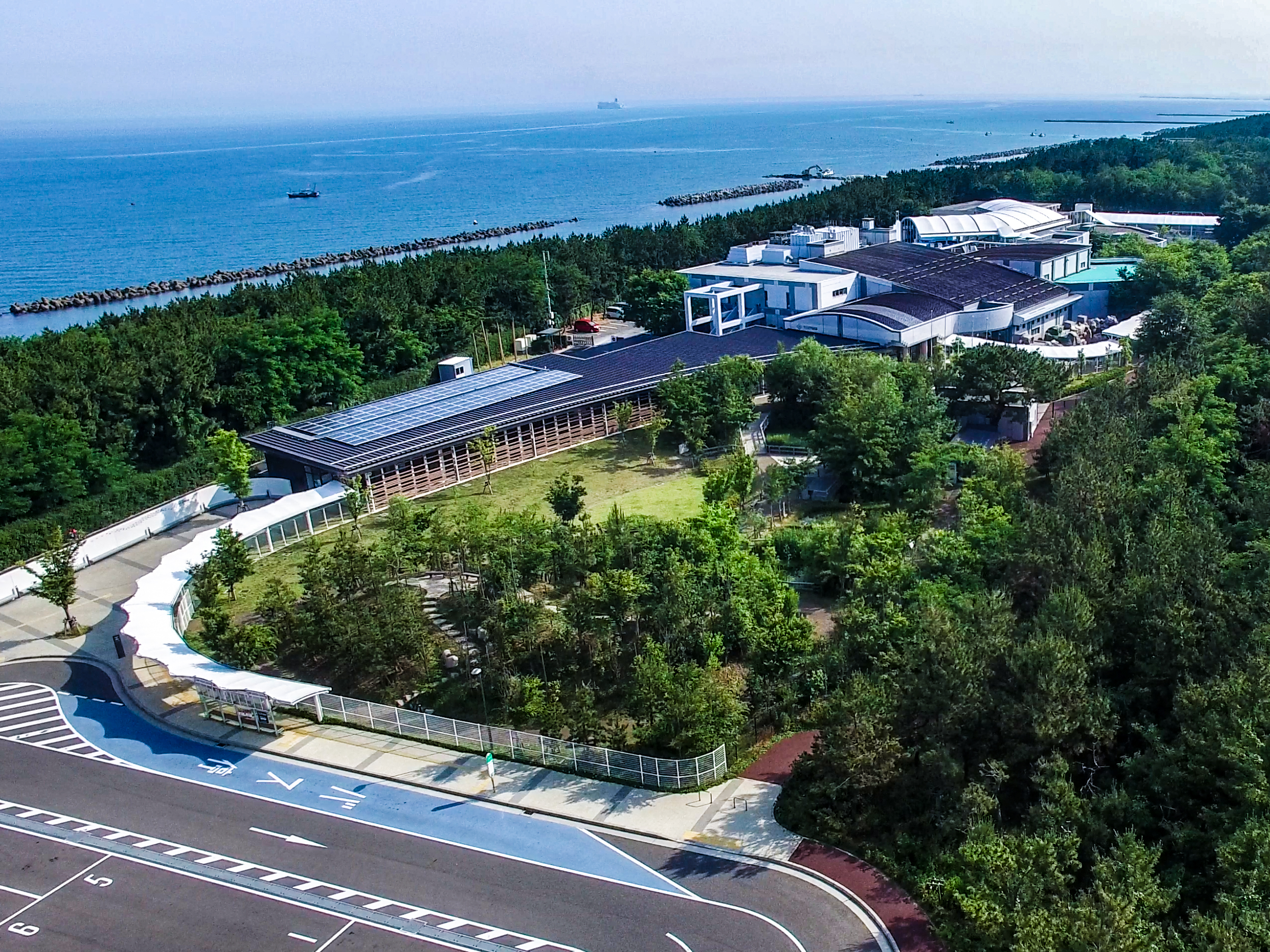
新潟市水族館 マリンピア日本海

- 遊歩道（野鳥の森、思索の道など10km以上に及ぶ）
- サイクリングロード
  - 「西海岸公園の散策路」として、平成元年度手づくり郷土賞（いこいとふれあいの道）受賞。
- 野鳥の森
- ドン山（午砲台跡）
- 川村修就の像（防風林を造成した初代新潟奉行）
- 砂山の碑
- 西海岸公園市営プール
- 西海岸公園少年野球広場
- 新潟市水族館 マリンピア日本海

## 交通
市街中心部から（芭蕉堂付近）
- 東中通の「営所通1交差点」から徒歩15分程度

新潟駅から（市営プール）
- 新潟交通路線バス「松波町一丁目」停留所下車
  - [C20]浜浦町線　浜浦町経由西部営業所行
  - [C21]浜浦町線　浜浦町経由信濃町行
- 新潟交通路線バス「新潟青陵大学前」停留所下車
  - [C22]浜浦町線　青陵大学経由水族館行

新潟駅から（水族館）
- 新潟交通路線バス「水族館前」停留所下車
  - [C22]水族館行
  - 新潟市観光循環バス
- 新潟交通路線バス「岡本小路」停留所下車徒歩8分
  - [C20]浜浦町線　浜浦町経由西部営業所行
  - [C21]浜浦町線　浜浦町経由信濃町行
  - [C22]浜浦町線　青陵大学経由水族館行

白山駅から（市営プール）
- 徒歩15分

## 周辺施設
- 新潟縣護國神社
- 会津八一記念館
- 新潟青陵大学
- 日本歯科大学新潟生命歯学部
- 日本海タワー